# Каеп
Каеп (кхмер. ខេត្តកែប) — провинция в юго-восточной части Камбоджи. Административный центр — одноимённый город. Расположена в 20 километрах от границы с Вьетнамом. Площадь составляет 336 км² (самая маленькая провинция страны).

## История
Это одна из наиболее молодых провинций страны. Наряду с провинциями Сиануквиль и Пайлин она была создана 22 декабря 2008 года в связи с указом короля страны, Нородома Сиамони.
Во времена французской колонии, в 1900—1960-е годы, город был процветающим курортом для французской камбоджийской элиты. С приходом красных кхмеров (1975—1979 годы) большинство особняков и вилл были разрушены и до сегодняшнего дня находятся в запустении, однако следы былого великолепия ещё кое-где видны. Вдоль океана идут широкие променады, стоит несколько больших статуй. Король Сианук построил здесь резиденцию с видом на Сиамский залив, но никогда в ней не жил.

## Население
По данным на 2013 год численность населения составляет 39 058 человек.
Динамика численности населения провинции по годам:
| 1998   | 2005   | 2008   | 2013   |
| ------ | ------ | ------ | ------ |
| 28 660 | 37 786 | 35 753 | 39 058 |

## Административное деление
В административном отношении провинция подразделяется на 2 округа:
- 2301 Дамнак Чангаор (Damnak Chang´aeur).
- 2302 Город Каеп (Ciudad de Kep).

## Туризм
Каеп связан хорошей дорогой с Кампотом. Пляжи Каепа из тёмного песка, в отличие от Сиануквиля, где песок белый. Город известен своей морской кухней — в особенности, крабами под соусом из зелёного кампотского перца. Недалеко от побережья расположены несколько островов, один из которых — Кох Тонсей, всего в 4,5 км к юго-западу от Каеп. Площадь острова — около 2 км². Туристы приезжают сюда ради прекрасных песчаных пляжей. Прибрежные воды интересны множеством кораллов, морскими животными и растениями, которые привлекают сюда исследователей и экологов.
На территории провинции располагается национальный парк Каеп.

## Галерея

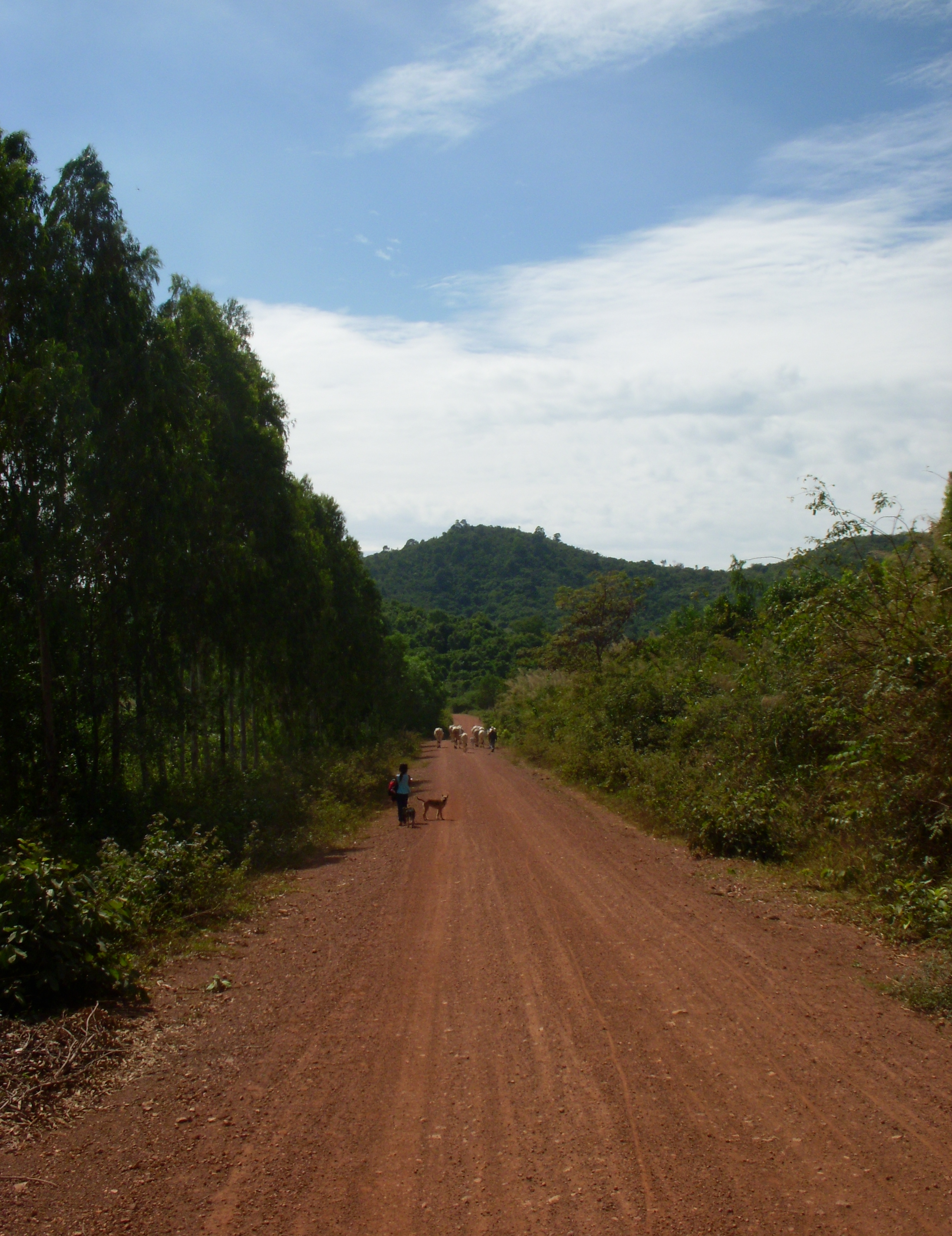
Дорога в провинции Каеп
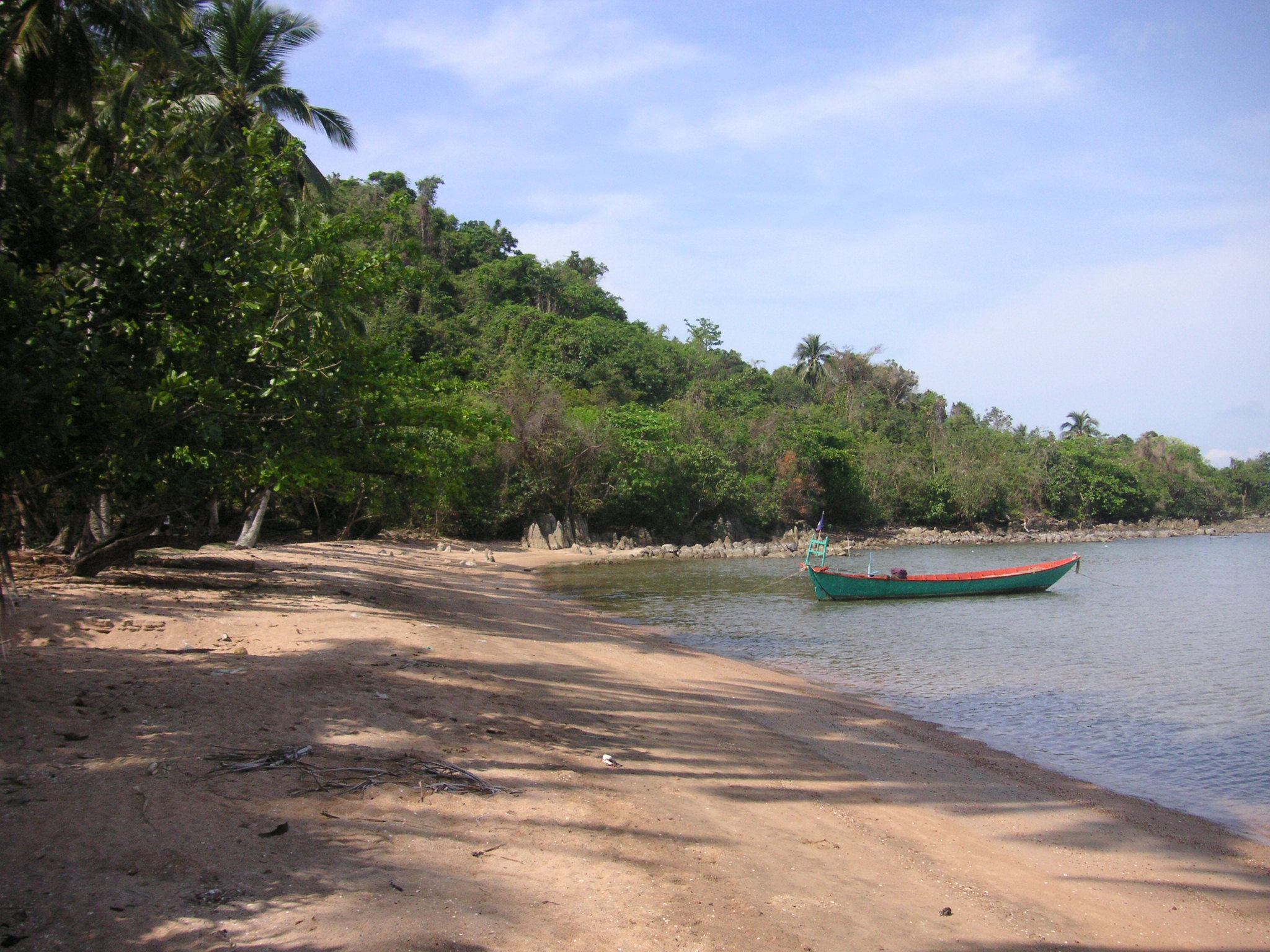
Пляж на острове Кох Тонсей
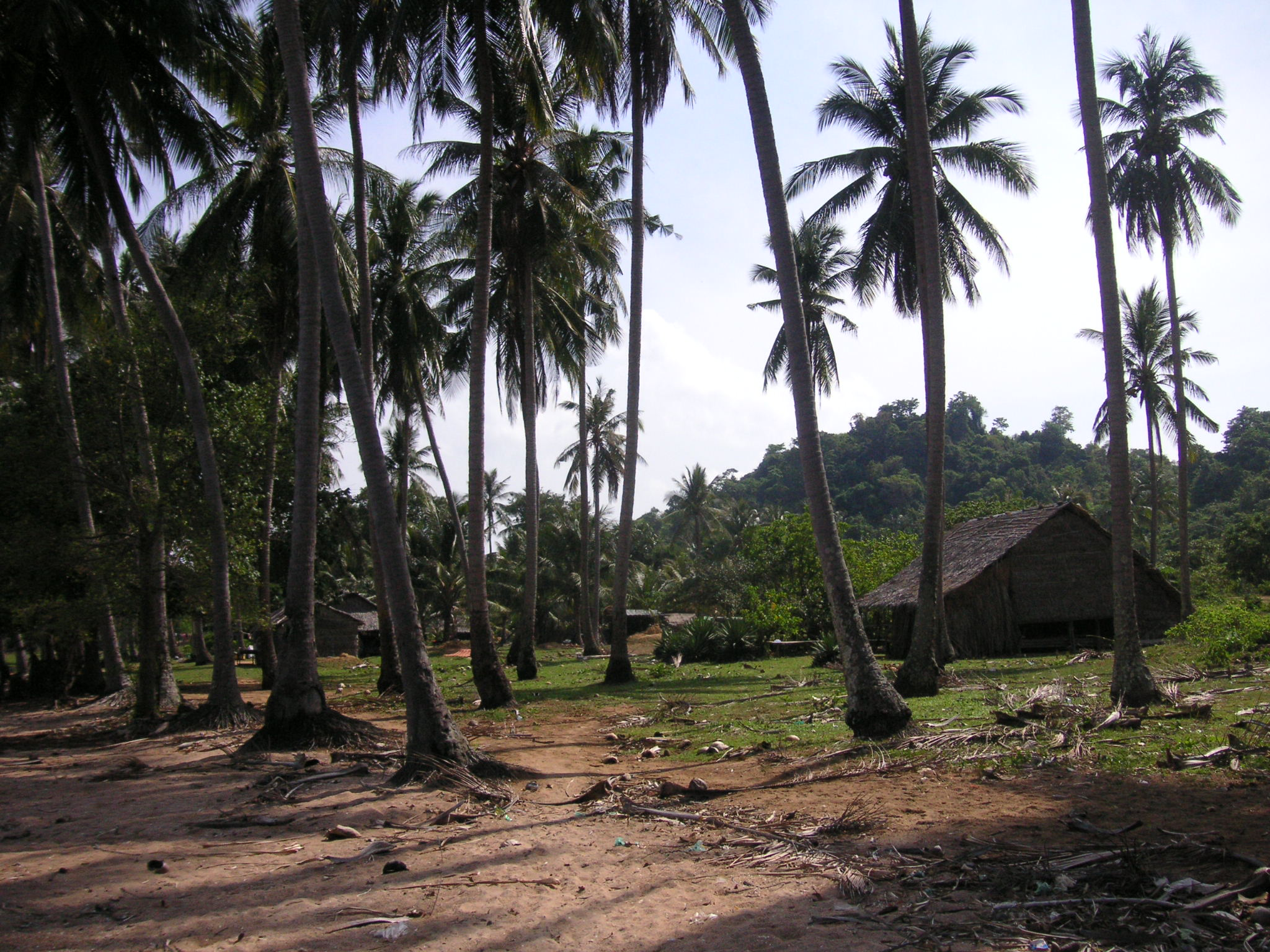
Пальмы на острове Кох Тонсей
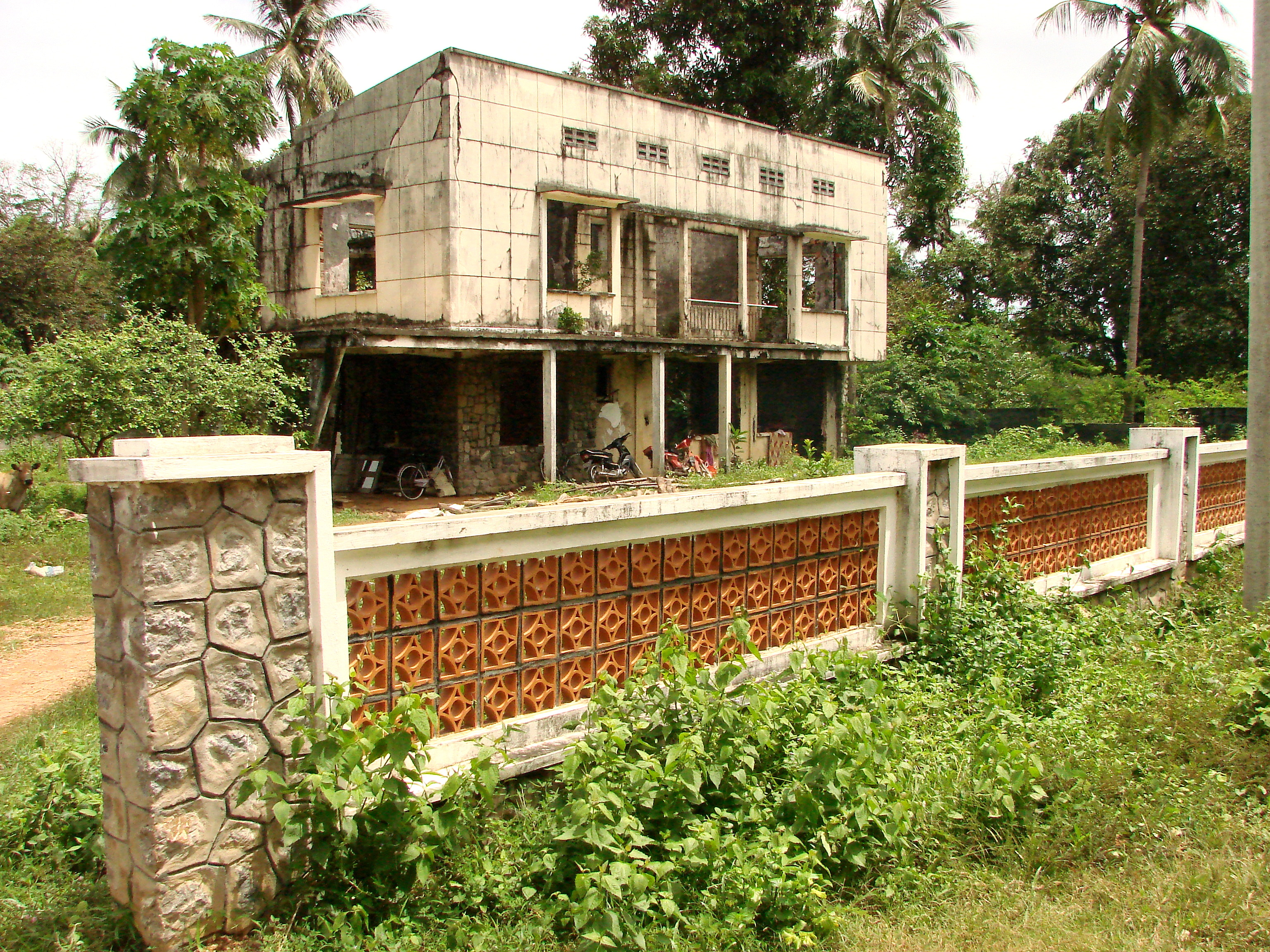
Здание, разрушенное красными кхмерами